# Le Goût de Cotonou
Le Goût de Cotonou (sous-titré Ma cuisine du Bénin) est un ouvrage sur la cuisine béninoise de Georgiana Viou publié le 6 mai 2021 aux éditions Ducasse.

## Résumé
Dans cet ouvrage culinaire préfacé par Alain Ducasse et Marie-Cécile Zinsou, Georgiana Viou révèle à ses lecteurs à travers 67 recettes la cuisine qui l'a nourrie : celle de son pays natal, le Bénin,.
Via des recettes telles que l'adowé, le piron rouge, l'amiwô, le gari foto, le dja ou encore le tchapalo, l'autrice fait connaître les saveurs d'une cuisine peu connue mais variée et riche en goûts,.
À propos de ce livre, Alain Ducasse déclare : 

« Avec cet ouvrage, Georgiana Viou nous ouvre les yeux. Non, l’art de la cuisine ne s’arrête pas aux frontières de nos habitudes. Non, la cuisine africaine n’est pas monolithique. Il n’y a d’ailleurs pas une cuisine africaine mais des cuisines en Afrique. Un continent culinaire à découvrir. »

Le Goût de Cotonou est aussi un livre sur la famille, sur les femmes, sur les mères et les grand-mères,,.